# Sarah Pillsbury
Sarah Kimball Pillsbury, verheiratet Kletter (* 20. Februar 1951 in New York City) ist eine US-amerikanische Filmproduzentin.

## Leben und Wirken
Sarah Pillsbury kam in New York zur Welt und wuchs in der Stadt Wayzata in Minnesota auf. Bis 1969 besuchte sie die Concord Academy in Massachusetts. Danach absolvierte sie ein Studium an der Yale University, das sie 1974 mit dem B.A. abschloss. Anschließend zog sie nach Los Angeles und studierte an der UCLA Film School. 1976 wurde sie Mitbegründerin und langjährige Mitarbeiterin der Liberty Hill Foundation, die fortschrittliche Aktivisten und Organisationen der Graswurzelbewegung in Los Angeles fördert.
Erstmals trat Pillsbury in der Filmbranche als Associate Producer der preisgekrönten Dokumentation The California Reich in Erscheinung, einem Film über Neo-Nazis in Kalifornien. 1979 produzierte sie das Kurzfilmdrama Board and Care, für das sie und Regisseur Ron Ellis mit einem Oscar ausgezeichnet wurden. Der Kurzfilm handelt von zwei jungen Menschen mit Down-Syndrom, die eine Liebesbeziehung führen wollen.
Ab 1980 arbeitete Pillsbury mit Midge Sanford zusammen. Sie gründeten 1984 das Filmproduktionsunternehmen Sanford/Pillsbury Productions und produzierten gemeinsam neun Spielfilme. Zu ihren erfolgreichsten Co-Produktionen gehören die Komödie Susan… verzweifelt gesucht mit Rosanna Arquette und Madonna in den Hauptrollen sowie das Drama Das Messer am Ufer.
Pillsbury lebt in Venice, Los Angeles. Sie ist mit Richard Kletter verheiratet. Aus der Ehe gingen eine Tochter und ein Sohn hervor.

## Filmografie
- 1975: The California Reich (Dokumentarfilm)
- 1979: Board and Care (Kurzfilm)
- 1985: Susan… verzweifelt gesucht (Desperately Seeking Susan)
- 1986: Das Messer am Ufer (River's Edge)
- 1988: Acht Mann und ein Skandal (Eight Men Out)
- 1989: Second Hand Familie (Immediate Family)
- 1991: Kokain – Krieg um weißes Gold (Seeds of Tragedy, Fernsehfilm)
- 1992: Love Field – Liebe ohne Grenzen (Love Field)
- 1993: … und das Leben geht weiter (And the Band Played On)
- 1994: Pretty Contessa – Falsche Prinzessin sucht wahre Liebe (The Counterfeit Contessa, Fernsehfilm)
- 1995: Blackmail (Fernsehfilm) (Letter to My Killer)
- 1995: Ein amerikanischer Quilt (How to Make an American Quilt)
- 1998: The Tic Code
- 1999: Der Liebesbrief (The Love Letter)
- 1999: The Joyriders
- 2001: Nailed
- 2008: Quid Pro Quo

## Auszeichnungen
- 1980: Oscar in der Kategorie „Bester Kurzfilm“ für Board and Care
- 1988: Independent Spirit Award für Das Messer am Ufer